# أسوشيتد بريتش فودز
أسوشيتد بريتش فودز هي شركة صناعات غذائيّة بريطانية. يقع مقرها في لندن، وتوظف أكثر من 112 ألف شخص.